# Clarke's River
Clarke's River är ett vattendrag i Dominica.   Det ligger i parishen Saint David, i den södra delen av landet, 13 km nordost om huvudstaden Roseau. Clarke's River ligger på ön Dominica.